# Valmiera distrikt
Valmiera distrikt (lettiska: Valmieras rajons) var till 2009 ett administrativt distrikt i Lettland, beläget i den norra delen av landet, cirka 110 kilometer från huvudstaden Riga. Distriktet angränsar med distrikten Limbaži, Cēsis och Valka.
Den största staden är Valmiera med 27 569 invånare.